# Dipturus
Dipturus es un género de peces de la familia de los Rajidae en el orden de los Rajiformes.

## Distribución geográfica
Se encuentra en las aguas templadas y subtropicales del Atlántico, el Índico occidental, el Pacífico oriental y el Mar Mediterráneo.

## Especies
- Dipturus acrobelus (Last, White & Pogonoski, 2008)
- Dipturus apricus (Last, White & Pogonoski, 2008)
- Dipturus argentinensis (Díaz de Astarloa, Mabragaña, Hanner & figueroa, 2008)
- Dipturus australis (Macleay, 1884)
- Dipturus batis (Linnaeus, 1758)
- Dipturus bullisi (Bigelow & Schroeder, 1962)
- Dipturus campbelli (Wallace, 1967)
- Dipturus canutus (Last, 2008)
- Dipturus cerva (Whitley, 1939)
- Dipturus confusus (Last, 2008)
- Dipturus crosnieri (Séret, 1989)
- Dipturus diehli (Soto & Mincarone, 2001)
- Dipturus doutrei (Cadenat, 1960)
- Dipturus ecuadoriensis (Beebe & Tee-Van, 1941)
- Dipturus endeavouri (Last, 2008)
- Dipturus falloargus(Last, 2008)
- Dipturus flavirostris(Philippi, 1893)
- Dipturus garricki (Bigelow & Schroeder, 1958)
- Dipturus gigas (Ishiyama, 1958)
- Dipturus grahami (Last, 2008)
- Dipturus gudgeri (Whitley, 1940)
- Dipturus healdi (Last, White & Pogonoski, 2008)
- Dipturus innominatus (Garrick & Paul, 1974)
- Dipturus johannisdavisi (Alcock, 1899)
- Dipturus kwangtungensis (Chu, 1960)
- Dipturus laevis (Mitchill, 1818)
- Dipturus lanceorostratus (Wallace, 1967)
- Dipturus lemprieri (Richardson, 1845)
- Dipturus leptocauda (Kreft & Stehmann, 1975)
- Dipturus linteus (Fries, 1838)
- Dipturus macrocauda (Ishiyama, 1955)
- Dipturus melanospilus (Last, White & Pogonoski, 2008)
- Dipturus mennii (Gomes & Parago, 2001)
- Dipturus nidarosiensis (Storm, 1881)
- Dipturus oculus (Last, 2008)
- Dipturus olseni (Bigelow & Schroeder, 1951)
- Dipturus oregoni (Bigelow & Schroeder, 1958)
- Dipturus oxyrinchus (Linnaeus, 1758)
- Dipturus polyommata (Ogilby, 1910)
- Dipturus pullopunctata (Smith, 1964)
- Dipturus queenslandicus (Last, White & Pogonoski, 2008)
- Dipturus springeri (Wallace, 1967)
- Dipturus stenorhynchus (Wallace, 1967)
- Dipturus teevani (Bigelow & Schroeder, 1951)
- Dipturus tengu (Jordan & Fowler, 1903)
- Dipturus trachyderma (Krefft & Stehmann, 1975)
- Dipturus wengi (Séret & Last, 2008)
- Dipturus whitleyi (Iredale, 1938)
- Dipturus wuhanlingi (Jeong & Nakabo, 2008)